# Lampsins

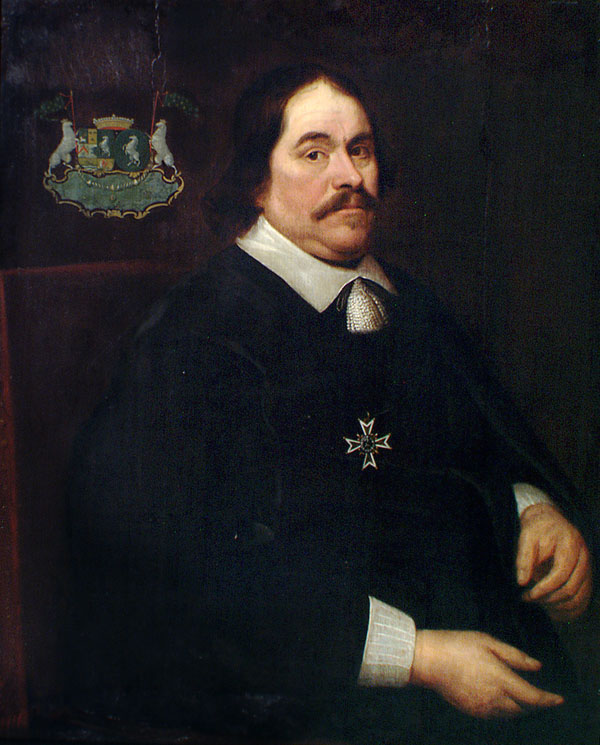
Cornelis Baron Lampsins, Baron von Tobago (1600–1664)

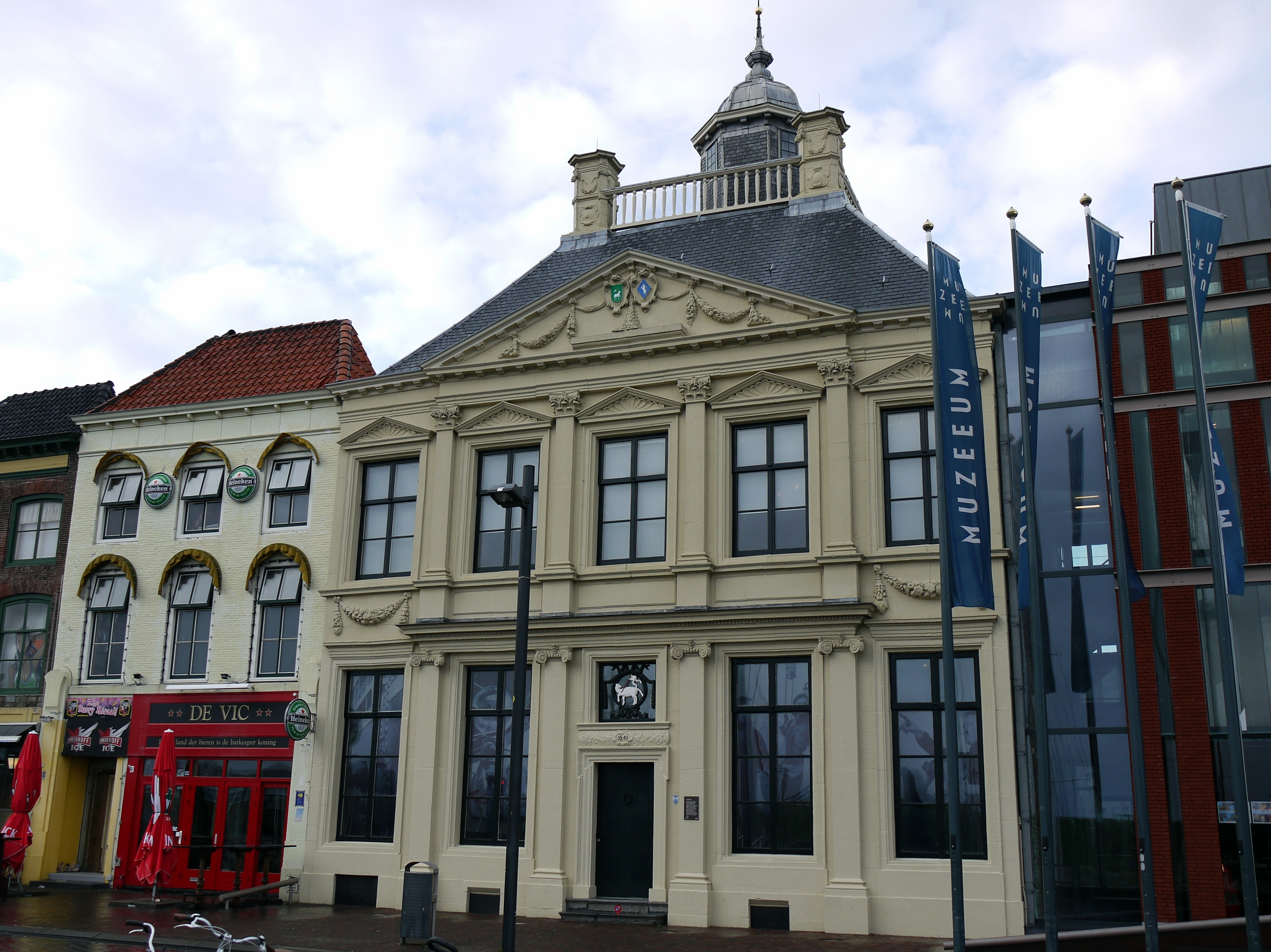
Lampsinshaus in Vlissingen

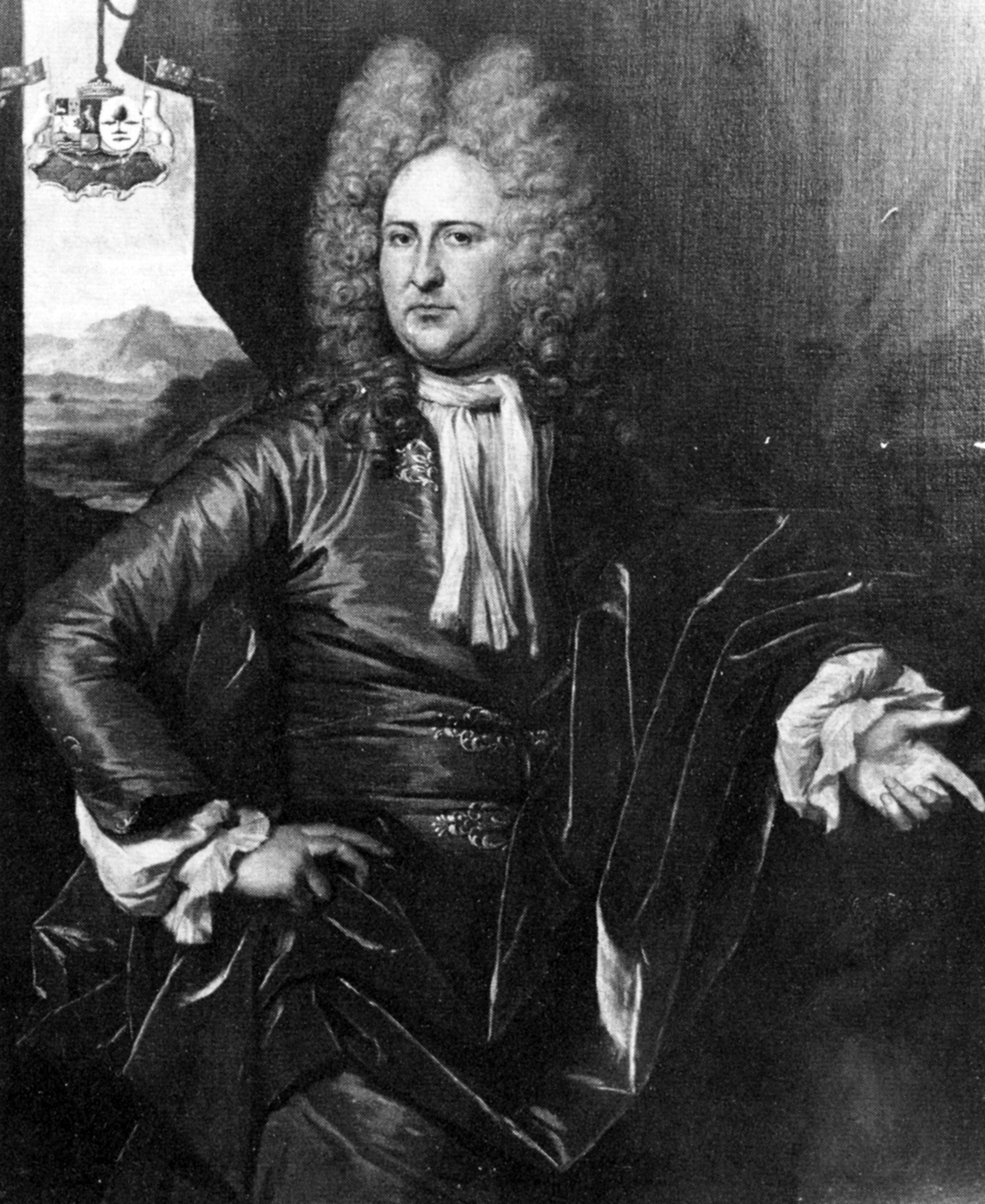
Appolonius Jan Cornelis Baron Lampsins (1754–1834)

Das Geschlecht der Lampsins war eine reiche Reeders- und Großhandelsfamilie aus der niederländischen Stadt Vlissingen. Mitglieder der Familie saßen in der Stadtregierungen Vlissingens und Middelburg. Im 17. Jahrhundert wurde die Familie in den Adelsstand versetzt und erhielt durch Cornelis Lampsins die Insel Tobago als französisches Lehen und Baronat zugesprochen.

## Chronik
Der Ursprung der Lampsins liegt in der belgischen Stadt Oostende, von wo aus die Familie am Ende des 16. Jahrhunderts nach Veere, Vlissingen und Middelburg übersiedelte. Dort waren sie erfolgreich als Schiffsreeder und Großhändler aktiv; weiters in der Verwaltung der Niederländischen Westindien-Kompanie und der Niederländischen Ostindien-Kompanie sowie in den diversen Stadtregierungen. Als bedeutendes Familienmitglied gilt Cornelis Lampsins, mit welchem die Familie Lampsins im Jahre 1662 vom französischen König Ludwig XIV. in den Stand eines Barons versetzt wurde. Des Weiteren wurde dem Erstgeborenen das Lehen sowie der Titel eines Baron von Tobago verliehen.
Im Jahre 1815 wurde die Familie Lampsins mit dem Titel Baron in den neuen niederländischen Adel eingeführt. Der letzte männliche Lampsins ist im Jahre 1848 verstorben. Der Geschlechtername wurde über eine weibliche Linie weitergeführt; Jonkheer Jan Jacob van den Velden wurde es durch einen königlichen Entschluss erlaubt den Familiennamen seiner Mutter Johanna Margaretha Baronin Lampsins vor dem Seinen zu stellen und somit den Namen Lampsins van den Velden zu kreieren, welche im Jahre 1953 ausgestorben ist.

## Familienmitglieder
- Jan Lampsins (ca. 1570 in Oostende – 1619 in Vlissingen), Kaufmann und der erste Arbeitgeber des späteren Admirals Michiel de Ruyter
- Adriaen Lampsins (ca. 1598 in Vlissingen –  1666 in Middelburg), Reeder und Kaufmann, Baron von Tobago
- Cornelis Lampsins (1600 in Vlissingen – 1664 ebenda), französischer Baron, Baron von Tobago, Reeder, Bürgermeister von Vlissingen, Leiter der Niederländischen Westindien-Kompanie
- Apollonius Lampsins (1674 in Vlissingen – 1728 in Middelburg), Kaufmann, Bürgermeister von Middelburg, Leiter der Middelburger Kammer der Niederländischen Ostindien-Kompanie
- Apollonius Jan Cornelis Lampsins (1754 in Amsterdam – 1834 in Den Haag), Baron, vrijheer von Swieten, Politiker, Kammerherr, Direktor der Sozietät von Suriname